# Gabriele Detti
Gabriele Detti (Livorno, 29 de agosto de 1994) es un deportista italiano que compite en natación, especialista en el estilo libre.
Participó en tres Juegos Olímpicos de Verano, entre los años 2012 y 2020, obteniendo dos medallas de bronce en Río de Janeiro 2016, en las pruebas de 400 m libre y 1500 m libre.
Ganó tres medallas en el Campeonato Mundial de Natación, en los años 2017 y 2019, y una medalla de bronce en el Campeonato Mundial de Natación en Piscina Corta de 2018. Además, obtuvo ocho medallas en el Campeonato Europeo de Natación entre los años 2014 y 2022, y cinco medallas en el Campeonato Europeo de Natación en Piscina Corta entre los años 2012 y 2019.

## Palmarés internacional
| Juegos Olímpicos                    | Juegos Olímpicos        | Juegos Olímpicos  | Juegos Olímpicos |
| Año                                 | Lugar                   | Medalla           | Prueba           |
| ----------------------------------- | ----------------------- | ----------------- | ---------------- |
| 2016                                | Río de Janeiro (Brasil) | Medalla de bronce | 400 m libre      |
| 2016                                | Río de Janeiro (Brasil) | Medalla de bronce | 1500 m libre     |
| Campeonato Mundial                  |                         |                   |                  |
| Año                                 | Lugar                   | Medalla           | Prueba           |
| 2017                                | Budapest (Hungría)      | Medalla de oro    | 800 m libre      |
| 2017                                | Budapest (Hungría)      | Medalla de bronce | 400 m libre      |
| 2019                                | Gwangju (Corea del Sur) | Medalla de bronce | 400 m libre      |
| Campeonato Mundial en Piscina Corta |                         |                   |                  |
| Año                                 | Lugar                   | Medalla           | Prueba           |
| 2018                                | Hangzhou (China)        | Medalla de bronce | 400 m libre      |
| Campeonato Europeo                  |                         |                   |                  |
| Año                                 | Lugar                   | Medalla           | Prueba           |
| 2014                                | Berlín (Alemania)       | Medalla de bronce | 800 m libre      |
| 2014                                | Berlín (Alemania)       | Medalla de bronce | 1500 m libre     |
| 2016                                | Londres (Reino Unido)   | Medalla de oro    | 400 m libre      |
| 2016                                | Londres (Reino Unido)   | Medalla de plata  | 800 m libre      |
| 2016                                | Londres (Reino Unido)   | Medalla de plata  | 1500 m libre     |
| 2016                                | Londres (Reino Unido)   | Medalla de bronce | 4 × 200 m libre  |
| 2021                                | Budapest (Hungría)      | Medalla de bronce | 800 m libre      |
| 2022                                | Roma (Italia)           | Medalla de plata  | 4 × 200 m libre  |
| Campeonato Europeo en Piscina Corta |                         |                   |                  |
| Año                                 | Lugar                   | Medalla           | Prueba           |
| 2012                                | Chartres (Francia)      | Medalla de plata  | 400 m libre      |
| 2013                                | Herning (Dinamarca)     | Medalla de bronce | 1500 m libre     |
| 2015                                | Netanya (Israel)        | Medalla de plata  | 1500 m libre     |
| 2015                                | Netanya (Israel)        | Medalla de bronce | 400 m libre      |
| 2019                                | Glasgow (Reino Unido)   | Medalla de bronce | 400 m libre      |